# 염화 벤조일
염화 벤조일(벤조일 클로라이드, Benzoyl chloride) 또는 벤젠카보닐 클로라이드(benzenecarbonyl chloride)는 화학식 C
7H
5ClO를 갖는 유기염소 화합물이다. 자극적인 냄새가 나는 무색의 발연 액체이며, 염화 아실(−C(=O)Cl) 치환체와 벤젠 고리(C6H6)로 구성된다. 이는 주로 과산화물 생산에 유용하지만 일반적으로 염료, 향수, 의약품 및 수지 제조와 같은 다른 분야에서도 유용하다.

## 준비
염화 벤조일은 물이나 벤조산을 사용하여 벤조트리클로라이드로부터 만들어진다.
C
6H
5CCl
3 + H
2O  →  C
6H
5COCl + 2 HCl
C
6H
5CCl
3 + C
6H
5CO
2H  →  2 C
6H
5COCl + HCl
다른 염화 아실과 마찬가지로 모산과 오염화 인, 염화 티오닐, 염화 옥살릴과 같은 표준 염소화제에서 생성될 수 있다. 벤즈알데히드를 염소로 처리하여 처음 제조되었다.
염화벤조일을 생산하는 초기 방법에는 벤질 알코올의 염소화가 포함되었다.